# Flühli
Flühli – miejscowość i gmina w środkowej Szwajcarii, w kantonie Lucerna, w okręgu Entlebuch. Pod względem powierzchni jest największą gminą w okręgu.

## Demografia
We Flühli mieszka 1 827 osób. W 2020 roku 13,8% populacji gminy stanowiły osoby urodzone poza Szwajcarią. 